# Daxofono
Il daxofono è uno strumento musicale idiofono a frizione. Inventato dal musicista tedesco Hans Reichel intorno agli anni ottanta, è costituito da una lingua di legno fissata su un blocchetto dello stesso materiale, generalmente sostenuto da un treppiede e munito di uno o più microfoni a contatto. Lo strumento solitamente viene suonato sfregando i crini di un arco sulla lingua di legno, che in alternativa può essere percossa o pizzicata. Le vibrazioni si propagano sul blocco di legno e vengono amplificate dai microfoni a contatto.
Il timbro dello strumento, che ricorda la voce umana, varia a seconda della forma della lingua, dal tipo di legno con il quale è realizzata e dal punto di contatto dei crini. Il suono può essere inoltre controllato tramite un blocchetto di legno chiamato dax, tastato su una faccia, che viene poggiato sulla lingua di legno ad una distanza variabile dall'estremità libera, permettendo di controllare l'intonazione. Dax deriva dal tedesco dachs (anglicizzato in dax per assonanza con sax), che indica il tasso, animale capace, come lo strumento, di emettere versi in un ampio spettro.

## Storia
Il primo impiego dello strumento è stato nell'album The Dawn of Dachsman di Hans Reichel, nel 1987. Usato anche nel secondo album di Reichel, Shanghaied on Tor Road: The World's 1st Operetta Performed on Nothing but the Daxophone, lo strumento è rimasto sconosciuto fino alla pubblicazione di Yuxo: A New Daxophone Operetta, che ha reso lo strumento celebre su internet, ispirando altri artisti, tra i quali Michael Hearst, a usare lo strumento. Il daxofono rimane uno strumento avanguardistico di impiego limitato, costruito da un numero limitato di artigiani e non disponibile nel mercato di massa, e spesso i musicisti che lo impiegano hanno costruito autonomamente il proprio strumento.

## Struttura

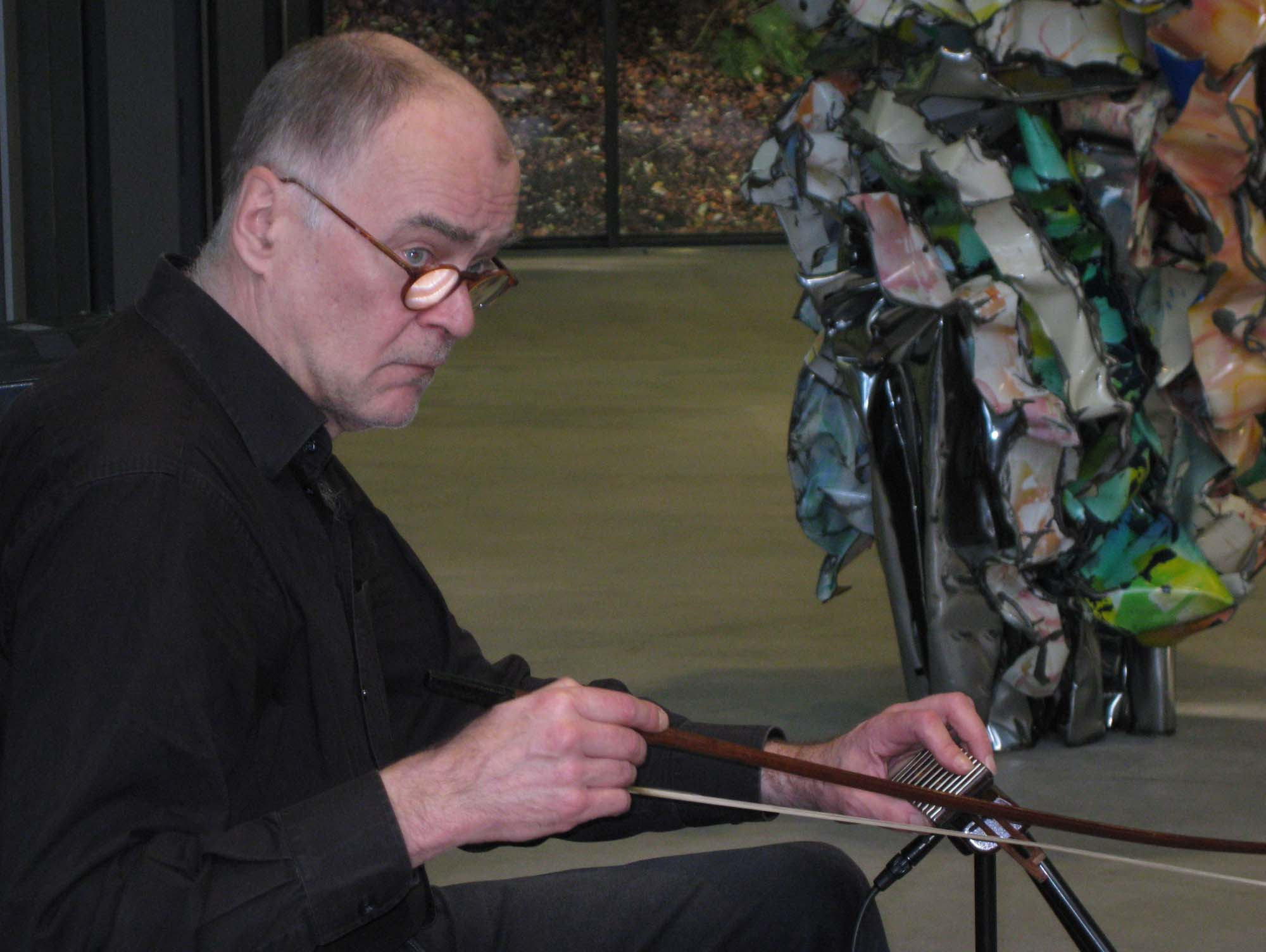
Un daxofono, suonato in un concerto di Hans Reichel nel 2009

Il daxofono consiste essenzialmente in una parte di legno, chiamata "lingua", di circa 330 mm di lunghezza, 30 mm di larghezza e 5 mm di spessore, fissata su un blocco di legno, usualmente ancorato ad un treppiede oppure a un tavolo. Il blocco ha una tavola armonica in legno serpente ed è munito di uno o più microfoni a contatto, incollati sotto la tavola armonica o inseriti nel blocco in apposite cavità intagliate in esso. La forma e le dimensioni della lingua nonché il tipo di legno impiegato influiscono notevolmente sul timbro, permettendo di produrre un'ampia varietà di suoni. Legni più densi, come ebano e quercia, producono un suono più dolce rispetto ai legni leggeri, capace di somigliare a suoni umani.
Un altro componente dello strumento è il dax, un blocchetto di forma curva di circa 150 mm di lunghezza per 50 mm di altezza, la cui misura esatta viene adattata a seconda della mano del musicista. Una delle due facce del dax ha dei tasti che seguono una successione logaritmica, mentre la faccia opposta è liscia e rivestita di cartone. Due fori per le dita attraversano il blocco trasversalmente.
Reichel ha documentato la costruzione, insieme a una varietà di possibili profili di forma per la lingua, permettendo ad un artigiano sufficientemente abile nella lavorazione del legno di costruire lo strumento. Yuri Landman ha progettato una variante semplice da costruire.

## Tecnica
Tipicamente lo strumento viene suonato strofinando i crini dell'arco sull'estremità libera della lingua, impiegando di solito un arco da contrabbasso. Il punto di contatto dell'arco influisce sul timbro, e il suono viene simultaneamente controllato anche con il dax, che viene appoggiato sulla lingua per controllare l'intonazione. Allo scopo può essere usata la faccia del dax munita di tasti, oppure quella liscia, ma poiché l'intervallo corrispondente ad ogni tasto cambia a seconda della lingua impiegata, per eseguire musica tonale è comunemente impiegata la faccia senza tasti. La lingua può anche essere pizzicata o percossa, per ottenere differenti effetti.